# Universitair Ziekenhuis Gent

Het Universitair Ziekenhuis Gent (UZ) is een ziekenhuis in de Belgische stad Gent. Het bevindt zich aan de Corneel Heymanslaan op een site van ongeveer 42 ha. De 40 gebouwen werden gerealiseerd in fasen gedurende meerdere decennia.
Het UZ Gent is nauw verbonden met de Universiteit Gent en de kernopdrachten zijn de patiëntenzorg, opleiding, wetenschappelijk onderzoek en dienstverlening. De voorzitter is tevens de rector van de Universiteit Gent. De locatie van de universitaire faciliteiten op de terreinen van UZ Gent wordt Campus Heymans genoemd, naar Corneel Heymans die in 1938 de Nobelprijs voor geneeskunde won. Sinds 2016 heeft lijn 4 (ondertussen T4) van de Gentse tram zijn eindhalte op het domein.

## Geschiedenis

### 1835-1911
Na de herstart van de universiteit in 1835 werd bij wet vastgelegd dat een burgerlijk hospitaal diende in te staan voor de opleiding. Bij gebrek daaraan werd een beroep gedaan op de Bijloke (thans het AZ Jan Palfijn Gent), dat werd beheerd door de Commissie van Openbare Onderstand van Gent (thans OCMW). Rond 1900 verhuisde men naar de Pasteurdreef, maar de nazorg bleef in de Bijloke.

### 1911-1987, Academisch Ziekenhuis
De eerste oproep tot een eigen academisch ziekenhuis kwam er in 1911 van professor Frans Daels, hoogleraar in de verloskunde. Bij de vernederlandsing van de universiteit werden in 1932 de eerste plannen gemaakt, wat concreet werd in 1937 met de start van de werken aan de De Pintelaan. De Tweede Wereldoorlog stak er een stokje voor en de afwerking duurde tot 1953. Dit gebeurde onder de rector en geneesheer Norbert Goormaghtigh (1890-1960).
Het hedendaagse bestuur beschouwt echter 1959 als de eigenlijke start.
Door de groei van het patiëntenbestand en de medische wetenschap is er altijd nood aan nieuwe diensten geweest. Halverwege de jaren 70 kwam zo het op het terrein hoogste kliniekgebouw K12 (veertien verdiepingen) tot stand, waarin de meeste diensten werden verenigd.

### Vanaf 1987, Universitair Ziekenhuis
In 1987 kwam het Academisch Ziekenhuis (AZ) onder voogdij van de Vlaamse minister van onderwijs en werd de naam veranderd in Universitair Ziekenhuis Gent (UZ Gent). Het heeft een eigen rechtspersoonlijkheid in de vorm van een parastatale.
De campus telt een 40-tal gebouwen en men is nog steeds aan uitbreiding en vernieuwing bezig. De uitbreidingen die het meest in het oog springen zijn:
- het parkeergebouw: een bouw met drie verdiepingen boven op het vanouds bestaande parkeerterrein;
- de aansluiting van de K12 aan iets jongere gebouwen zoals de P8 en de medische bibliotheek door middel van de nieuwe zijvleugel voor de vernieuwde radiologie en grafische beeldvorming;
- het verplaatsen van de ingang van de spoedafdeling van de K12 naar de rand van het terrein: een nieuw gebouw dat aansluit aan de P8 met een aparte toegang voor de ambulances via de Corneel Heymanslaan.

### Kinderziekenhuis Prinses Elisabeth
In september 2011 opende de nieuwbouw van het kinderziekenhuis. Het is genoemd naar kroonprinses Elisabeth, die met de opening ook meteen haar eerste publieke daad stelde.
In december 2023, bezoekt Prinses Elisabeth het Kinderziekenhuis. Dit ziekenhuis behandelt kinderen tot 15 jaar of tot 18 jaar in geval van een chronische aandoening. Naast medische zorg biedt het ook diensten die zijn aangepast aan jongere patiënten, zoals een speelruimte, de ziekenhuisschool en recreatiemiddagen., ontmoet de Prinses patiënten en verplegend personeel. 

### Nieuwe toegangsweg met rotonde aan de Heymanslaan (2011-2013)
In 2011 zijn grote werken gestart voor het verplaatsen van de hoofdinrit voor auto's van de De Pintelaan naar een nieuwe rotonde op de Corneel Heymanslaan, aan de zijkant van de campus en dichter bij de op- en afrit van de E17 en R4. Daarvoor moesten oudere gebouwen zoals een deel van het oude kinderziekenhuis en de stokerij met de schouw tegen de vlakte.
Tevens werd in het voorjaar van 2011 het ruimtelijk masterplan 2020 voorgesteld.
In 2013 werd de oude hoofdin- en uitrit aan de stadskant afgesloten voor auto's. Er bleven wel toegangen voor fietsers en voetgangers.
In 2021 maakte de Stad Gent van de rotonde aan de nieuwe inrit een turborotonde, met verplichte voorsorteerstroken.

### Eindhalte tram (sinds 2016)
Sinds 13 maart 2016 wordt het ziekenhuis naast de bestaande busverbinding met buslijn 5 (westkant) en buslijn 19 (oostkant) bijkomend bediend door tramlijn T4 die het ziekenhuis met het station en de Gentse binnenstad verbindt.
Sindsdien rijdt tramlijn T4 vanaf het Sint-Pietersstation over het traject van tramlijn T3, tot aan het kruispunt van de Galglaan met de De Pintelaan. Vanaf daar rijdt tram T4 over een nieuw aangelegd traject door tot op het terrein van het UZ Gent. Aan de parkeergarage, ter hoogte van de nieuwe hoofdtoegang naar het UZ Gent, is een eindhalte gebouwd met 2 perrons en wachtaccommodatie voor de reizigers. De werken voor deze tramverlenging van ca. 800 meter werden in 2014 gestart en waren begin 2016 klaar.
Van 1 april tot 17 juli 2025 wordt er een nieuwe (tijdelijke) eindhalte en keerwissel aangelegd aan het UZ, wat meer naar de stadskant van het UZ, en rijdt tram T4 tijdelijk slechts tot station Gent-Sint-Pieters. Dit omdat de vorige eindhalte (met de kenmerkende luifel, naast het bestaande parkeergebouw en vlakbij het kinderziekenhuis) vanaf november 2025 zal verdwijnen door de aanleg van de inrit van de parkeerkelder van het nieuwe hoofdgebouw van het UZ Gent.

### Nieuw centraal ziekenhuisgebouw (2023-2029)
Project U is de projectnaam voor een toekomstig centraal ziekenhuisgebouw, dat vanaf 2029 de rol van de K12-hoogbouw moet overnemen. Het is de belangrijkste stap in een masterplan voor de herinrichting van de campus dat reikt tot 2040. Op de plaats van de huidige centrale parkeertoren en de twee wegen ernaast komt een centraal ziekenhuisgebouw met ondergrondse parking voor bezoekers en een fietsenstalling voor personeel. Het nieuwe gebouw maakt tevens via een gang verbinding met de ziekenhuisgebouwen aan de stadskant van de campus (K1 en K2, en verderop de poli-gebouwen 1 tot 6). Aan de andere kant wordt het centrale ziekenhuis aangebouwd tegen het kinderziekenhuis en het P8-gebouw.
Tot halfweg juni 2022 loopt het openbaar onderzoek voor de omgevingsvergunning.

## Diensten
Het ziekenhuis telt 1.061 bedden en heeft meer dan 6.000 personeelsleden in dienst. Die stonden in 2015 in voor 473.600 consultaties, 286.700 hospitalisatiedagen en 110.400 opnamen. Het heeft 22 operatiezalen waar men in 2015 33.700 chirurgische ingrepen uitvoerde. Het UZ is ook bekend om zijn hart-, lever- en pancreastransplantaties en is ook veelal het verlengstuk van regionale ziekenhuizen.
- Interne geneeskunde: endocrinologie, gastro-enterologie, hematologie, geriatrie, hart- en vaatziekten (interventionele cardiologie), medische oncologie, pneumologie, nefrologie, reumatologie, neurologie
- Chirurgie: algemene en hepatobiliaire heelkunde, thoracale en vasculaire heelkunde, gastro-intestinale heelkunde chirurgische cardiologie, urologie, neurochirurgie, oogheelkunde, neus-, keel- en oorheelkunde, plastische chirurgie
- Radiologie (diagnostische + interventionele)
- Orthopedie
- Pediatrie
- Tandheelkunde en stomatologie: vaste prothese en paradontologie, conserverende tandheelkunde en orthodontie, mond-, tand-, en kaakheelkunde
- Radiotherapie en kerngeneeskunde
- Psychiatrie
- Medisch logistieke diensten: labo klinische biologie, anesthesie, medische beeldvorming en radiologie
- Materniteit en vrouwenziekten
- Spoedopname
- Centrum voor sportgeneeskunde
- Zorgcentrum na Seksueel Geweld
- Intensieve zorgen
- Centrum voor seksuologie en gender
- Speciale diensten: brandwondencentrum, neonatologie, fertiliteitscentrum, revalidatie, medische genetica, stoornissen van slapen en waken

Eind 2018 is het UZ tevens erkend als level 1-traumacentrum door de Nederlandse Vereniging voor Traumachirurgie. Een dergelijke erkenning vereist dat het ziekenhuis dag en nacht een multidisciplinair traumateam heeft klaarstaan voor de opvang van zwaargewonde kinderen en volwassenen, dat de verschillende hulpverleners van ongeval tot revalidatie met elkaar afstemmen, dat het ziekenhuis de kwaliteit van de traumazorg registreert en opvolgt en opleidingen geeft voor zowel interne als externe hulpverleners. Het UZ Gent was het tweede Belgische ziekenhuis dat deze erkenning verkreeg.

## Incidenten

### Foute bestralingen
In 2005 en 2006 werden zeventien patiënten verkeerd bestraald in het UZ Gent. De patiënten werden behandeld met een stereotactisch kader: een soort helm die op het hoofd wordt gezet en waarmee een driedimensionale stralingsbundel op de tumor of uitzaaiingen kan gericht worden. Om de exacte bestraalde plek te bepalen worden radiologische beelden van de hersenen en een bij de helm horend computerprogramma gebruikt. In september 2006 werd in het UZ Gent echter ontdekt dat deze software niet goed werkte. Er werd een afwijking van meer dan een centimeter van de plaats van de tumor vastgesteld. Negen patiënten waren al overleden aan de gevolgen van hun hersentumor toen het probleem aan het licht kwam. Het UZ Gent, het Duitse radiotherapiebedrijf Brainlab, de Belgische NV Elekta, het Canadese Sandström Trade and Technology en zes personen werden hiervoor vervolgd voor de correctionele rechtbank van Gent. De burgerlijke partijen verweten het UZ Gent onder meer een doofpotoperatie omdat de betrokken patiënten niet zouden ingelicht zijn geweest over de gebeurde fout. Het UZ Gent stelde dat het niet altijd accurate informatie had en dat het enige tijd duurde voor duidelijk was wat de gevolgen van de foute bestraling waren voor elke patiënt.
De correctionele rechtbank oordeelde uiteindelijk dat slechts bij één patiënte met zekerheid een oorzakelijk verband vastgesteld kon worden tussen de bestraling en de vastgestelde letsels, de toename van de oorspronkelijke tumor of de verslechtering van de gezondheidstoestand. Het ziekenhuis en de drie bedrijven werden wel schuldig bevonden aan een gebrek aan voorzorg. De rechter oordeelde dat het UZ Gent de zwaarste verantwoordelijkheid droeg omdat het om budgettaire redenen onveilige keuzes maakte. Het UZ Gent werd veroordeeld tot een boete van 55 000 euro, Brainlab tot een boete van 27 500 euro, NV Elekta tot een boete van 11 000 euro en Sandström Trade and Technology tot een boete van 22 000 euro. De artsen, technici en bedrijfsleiders kregen geen straffen opgelegd. De meeste veroordeelden gingen echter in beroep, waarna het Openbaar Ministerie en de burgerlijke partijen dat ook deden. Volgens het hof van beroep handelde het UZ Gent niet als een zorgvuldig universitair ziekenhuis. Toch verleende het hof het UZ Gent opschorting van straf voor drie jaar omdat het over een blanco strafblad beschikte, het al lessen getrokken zou hebben uit het gebeurde en het genoeg gestraft zou zijn door de negatieve media-aandacht. De andere bedrijven werden door het hof vrijgesproken.

### Dood anorexiapatiënte
Eind 2016 werden het UZ Gent en een verpleegkundige vervolgd voor de correctionele rechtbank van Gent voor de dood van een veertienjarige anorexiapatiënte in 2011. De patiënte werd op 9 mei 2011 opgenomen in het UZ Gent na doorverwezen te zijn door een vertrouwensarts. Omdat ze weigerde te eten, besloot men om haar via een maagsonde vloeibaar voedsel te geven. Een verpleegkundige bracht deze sonde in; echter niet in de slokdarm maar in de luchtpijp van de patiënte. Pas 16 uur later werd de fout opgemerkt door een radioloog. Ondertussen was er al vloeibaar voedsel in de linkerlong van de patiënte gelopen. De patiënte werd nog overgebracht naar de afdeling intensieve zorg maar overleed desondanks tien dagen later. Zowel de verpleegkundige, de arts van wacht als het UZ Gent werden vervolgd voor de onopzettelijke dood van het meisje. Het Openbaar Ministerie verweet het UZ Gent slecht georganiseerd te zijn. Zo zou er te weinig ervaren personeel op de betrokken afdeling zijn geweest de bewuste nacht. Bovendien was de arts van wacht een 25-jarige stagiaire die nog maar twee maanden in opleiding was, maar toch voor nog drie andere afdelingen instond en al twaalf uur aan het werk was. Het UZ Gent ontkende slecht georganiseerd te zijn geweest en ging voor de vrijspraak. Volgens het ziekenhuis was er die avond wel voldoende ervaren personeel aanwezig.
De correctionele rechtbank veroordeelde uiteindelijk de verpleegkundige en het UZ Gent. De arts werd vrijgesproken omdat er volgens de rechter twijfel was of haar tijdige optreden het meisje had kunnen redden. De verpleegkundige kreeg geen straf opgelegd omdat het UZ Gent volgens de rechtbank de zwaarste fout maakte. Volgens de rechter had het ziekenhuis namelijk geen duidelijk protocol voor het toedienen van sondes en waren de wachtdiensten ook slecht georganiseerd. Het UZ Gent werd daarom veroordeeld tot een boete van 264 000 euro. Beide ouders van het meisje kregen ook een schadevergoeding toegekend van elk 25 000 euro. Het UZ Gent gaf aan waarschijnlijk in beroep te gaan tegen de veroordeling.

## Trivia
- In het Kinderziekenhuis Prinses Elisabeth van het UZ Gent is in 2017 de televisiereeks Kinderziekenhuis 24/7 opgenomen, die in 2018 op Eén werd getoond.[20]